# X (2023年創業の企業)
X Corp.（エックス・コープ）は、アメリカ合衆国テキサス州バストロップに拠点を置くテクノロジー企業である。xAIの完全子会社。かつてマスクが買収したTwitter, Inc.と合併した上で設立され、マイクロブログとソーシャル・ネットワーキング・サービスの「X」（旧・Twitter）を運営している。日本の報道等ではX社と称される事もある。

## 歴史
イーロン・マスクは2022年10月28日にTwitter, Inc.の買収を完了させた。

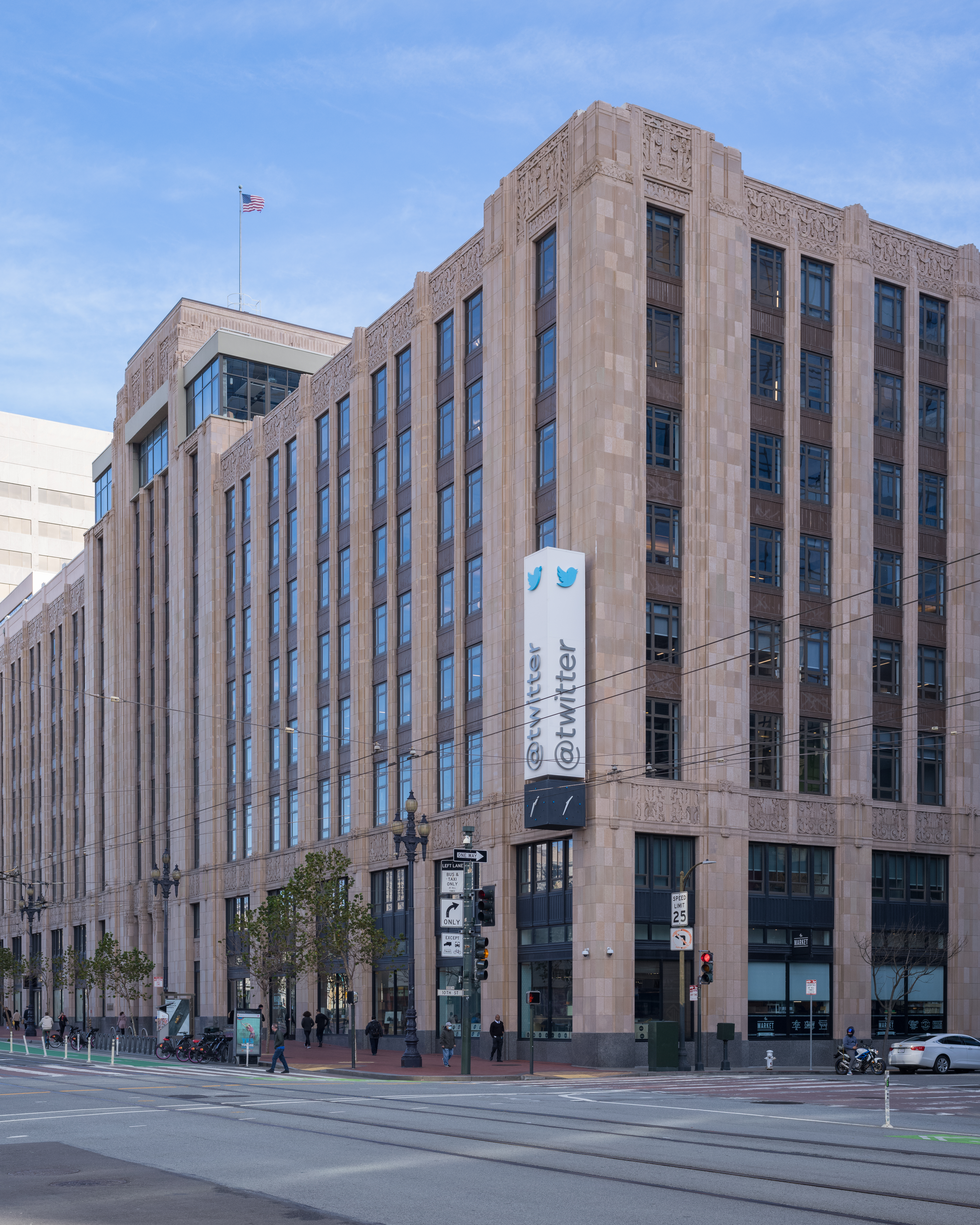
設立当初置かれていたサンフランシスコの本社

2022年4月、米国証券取引委員会に提出された資料にて、マスクがデラウェア州に3つの共同企業体を設立し、それらの企業名がX Holdingsであったことが判明した。提出書類によると、そのうちの1つはTwitter, Inc.と合併し、もう1つは合併後の新会社の親会社となる予定となっていた。その後、第3のエンティティが様々な大手銀行から提供された130億米ドルの融資を引き受けてTwitterの買収を支援した。
「X」という社名は、マスクが1999年に共同設立したオンライン銀行であるX.com（現：PayPal）に由来する。マスクは2020年12月に「X」という名称で新しい持株会社を設立することを新たに呼びかけたTwitterユーザーに返信したが、Xが自身の事業を買収するという考えは否定した。また、マスクはXについて、テンセントが所有するWeChatのようなものにしたいと明言した。
2023年3月9日、マスクはX Holdings Corp.とX Corp.をネバダ州に登録し、同日に人工知能（AI）企業であるxAIの設立を計画していることがフィナンシャル・タイムズにより報じられた。X Corp.とxAIは別会社だが、2023年11月19日にマスクはX Corp.の投資家がxAIの25%を所有すると発表した。
2023年4月4日、カリフォルニア北部地区連邦地方裁判所に提出された資料にて、「TwitterがXに吸収合併され、もはや会社としては存在しない」という記述があり、マスクが保有するX Holdings傘下のX Corp.に統合されたことが判明した。
2023年5月12日、マスクがCEOを退き、CTO兼任取締役に就任することを発表した。後任CEOにはかつてNBCユニバーサル広告部門責任者を務めたリンダ・ヤッカリーノが就任した。
2023年5月16日、X社が技術系人材採用プラットフォームのLaskieを買収したことが判明した。X社による企業の買収は設立以来初めてであった。
2023年7月24日、TwitterのWebアプリのロゴが「𝕏」に変更され、上述したX.comのドメイン（2017年7月にマスクがPayPalから買い戻し）もtwitter.comへのリダイレクトに変更された。また、サービス名としてのTwitterも完全に消滅し、Xに切り替えられることになり、社名とサービス名も統一されることになった。これにより、サンフランシスコの本社に付けられていたTwitterの看板も撤去された。
2023年7月28日、TwitterからXへの変更に合わせてサンフランシスコの本社に、夜間に点滅する巨大な看板を市の許可なく設置した。しかし、サンフランシスコ市の建築検査局によると、この看板について、白色の光線が明るすぎると、近隣住民から24件の苦情が寄せられたという。これを受けて、この看板は同月31日に撤去された。
2023年8月、ヤッカリーノはマスクの下で事業を運営するための自主性を持ち、会社運営については全てに関与していると述べた。また、Xへの変更の理由についても、「Twitterからの解放」と述べた上で、「もしユーザーがTwitterを使い続ける場合、漸進的な変更になる傾向がある。Xでは何が可能なのかを考える。できないことを少しずつ変えるのではない」と述べた。
2024年7月16日、本社をカリフォルニア州サンフランシスコからテキサス州オースティンに移転すると発表した。マスクはカリフォルニア州にて生徒が性自認を変えたことを教師が保護者に通知することを禁止する州法を成立したことに反発したことから、自身が保有するスペースXと共に移転を表明した。
2024年8月17日、裁判所から一部アカウントの停止命令を受けたことなどを理由として、ブラジルでの事業を閉鎖することを発表した。閉鎖後も同国でのサービスは引き続き提供するとしていたが、同月30日に裁判所は全ての命令に従い、既に科されている罰金を支払うまでサービスの完全停止を命じた。また、同月31日からは同国でサービス自体が一時的に利用不能となった。同年10月8日、同国最高裁はX社が司法当局の求めに従い、特定アカウントの削除を進め、罰金の支払いや法定代理人の任命を済ませたことから同国でのサービス再開を許可した。
2024年9月14日、カリフォルニア州務長官に提出された記録によると、本社はサンフランシスコからテキサス州バストロップに移転された。
2025年3月29日、マスクはxAIに対し株式交換により330億ドル（約4兆9500億円）で売却したと発表した。
2025年7月9日、ヤッカリーノがCEOを退任すると発表した。

## 日本法人
Xに変更後も日本国内では2024年11月迄はTwitter, Inc.の日本法人であったTwitter Japan株式会社が引き続き担当していたが、同年11月15日にX Corp. Japan 株式会社（エックス コープ ジャパン）に社名変更した。
2023年12月7日、日本に開発拠点を設立すると発表した。これにあたってヤッカリーノは、日本で技術者の採用を開始する方針であると明らかにし、アメリカ国外では初となるアプリの開発拠点を日本に設ける計画で2024年より技術者を採用していくと発表した。又、2024年春には頻発しているインプレゾンビの解消を図る事と、同年内を目途にXの文字を含めた商号に社名変更する事も表明した。

## アイコン
現在のXのアイコンはUnicodeに収録されている、『U+1D54F』と似ており、また、『Special Alphabets 4』というフォントの文字ともほぼ一致する。しかしMonotypeのエグゼクティブクリエイティブディレクターであるフィル・ガーンハムはメディアの問い合わせに対し、「Twitter Xのロゴについてのご質問についてですが、似てはいるもののMonotypeの『Special Alphabets 4』フォントの大文字Xではないことを確認しています」というコメントをした。
また、Unicodeのほうは数学用英数字記号の一部である。(U+1D54F→『𝕏』)
旧Twitterにはかなり細かく使用原則が設定されていた。
- Twitter ロゴの色はブルーまたは白のみ使用可能。
- ロゴの変更、回転、編集は不可。
- ロゴのアニメーション化、セリフや鳴き声の追加、羽ばたかせる加工などは不可。
- 他の鳥や生物をロゴの周りに配置できない。
- ロゴには吹き出しなどの要素を追加できない。
- ロゴは擬人化できない。
- ロゴを過度に強調できない。
- 旧バージョンのロゴは使用できない。

基本として、配布されているロゴの色や形を変えることや、アニメーションや音声など新たな要素を加えることは禁止されていた。また、旧Twitterロゴの空白スペースと最小サイズについては以下の決まりがあった。
- ロゴと他のグラフィック要素を共に使用する場合、周囲に空白スペースを設ける。
- ロゴ周囲の空白スペースは、ロゴのサイズの150%以上。
- ロゴのサイズは16ピクセル以上にして、識別できるようにする。

旧Twitterの規定は、最低でも16ピクセル以上にし、さらにロゴに対して1.5倍以上の大きさである必要があった。

また、2024年2月の時点でのX公式サイトのロゴアイコンは以下のようなSVGコードで表示されている。以下をコピペするとXアイコンを表示できるが、サイズ調整は別途CSS等で指定が必要である。
```
<svg
 
viewBox=
"0 0 1200 1227"
 
xmlns=
"https://www.w3.org/2000/svg"
 
aria-hidden=
"true"
 
role=
"none"
 
class=
"u01b__icon-home"
>

  
<path
 
d=
"M714.163 519.284L1160.89 0H1055.03L667.137 450.887L357.328 0H0L468.492 681.821L0 1226.37H105.866L515.491 750.218L842.672 1226.37H1200L714.137 519.284H714.163ZM569.165 687.828L521.697 619.934L144.011 79.6944H306.615L611.412 515.685L658.88 583.579L1055.08 1150.3H892.476L569.165 687.854V687.828Z"
></path>

</svg>

```

## 論争

### デジタルヘイト対策センターによる調査
2023年6月、非営利団体デジタルヘイト対策センター（CCDH）が、Twitter Blue（現：X Premium）加入者によるヘイト投稿の99％に対して、X社が対処しなかったと報告した。また、CCDHは「人種差別主義、同性愛嫌悪、ネオナチ、反ユダヤ主義、または陰謀の内容」を含むいくつかのツイートについて説明した。これに対し、X社はプラットフォームが多様性と言論の自由を奨励しているとした上で、Twitter上に投稿されたコンテンツの99％以上が健全であると述べた。さらに、CCDHが広告主にXへの投資停止を奨励し、経済的に悪影響を及ぼす可能性がある「虚偽、誤解を招く、またはその両方」を広めていると言及した。X社は「CCDHが恐怖キャンペーンを展開している」と主張し、CCDHを提訴した。その後、X社はCCDHと欧州気候基金に対し、CCDHの研究で使用された情報を提供しているとして訴訟を起こすと発表し、CCDHによる全ての主張を否定した。

### 反ユダヤ主義支持と広告停止
2023年11月16日、メディア監視団体メディア・マターズ・フォー・アメリカはXにてヒトラーやナチス党を支持するコンテンツと並行して、IBMやApple、オラクル、コムキャスト傘下エクスフィニティの広告が表示されていたと報告した。マスクが反ユダヤ主義的な投稿を支持したことを受け、IBMやApple、ウォルト・ディズニー、ワーナー・ブラザース・ディスカバリー、Airbnb、コカ・コーラ、マイクロソフト等がXへの広告出稿を停止し、2023年末までに最大7500万ドルを損失する可能性があると推定されている。

### Twitter社元取締役による訴訟
2024年8月、Twitter社の元会長であるオミッド・コーデスタニは、カリフォルニア州高等裁判所にX社を相手取り訴訟を起こした。コーデスタニは、マスクが勤務に対する報酬として受け取るべき2000万ドル以上の株式の換金を拒否していると主張している。この訴訟は、2024年3月にTwitter社の元幹部ら4人が起こした訴訟に続くものであり、マスクが解雇後に1億2800万ドル以上の退職金を差し押さえたと主張している。